# Phillyrea latifolia
Pour les articles homonymes, voir Filaire.
Espèce
Classification phylogénétique
Phillyrea latifolia (ou Filaire à large feuille) est une espèce de plantes à fleurs de la famille des Oleaceae. C'est un arbuste méditerranéen anémophile.

Il appartient au genre Phillyrea qui regroupe deux espèces, l'autre étant Phillyrea angustifolia. 
C'est une espèce assez proche de l'olivier européen.

## Description
Arbrisseau à rameaux dressés ou étalés, feuilles ovales larges de 1 à 2 cm, dentées; fruits de 5 à 8 mm de diamètre, à noyau sphérique, fleurs blanches, jaunes ou verdâtres.
Une variété à feuilles plus petites (intermédiaires entre angustifolia et latifolia) est parfois appelée Phillyrea media, toutefois selon Catalogue of Life il ne s'agit pas d'une espèce reconnue mais d'un des synonymes de Phillyrea latifolia.

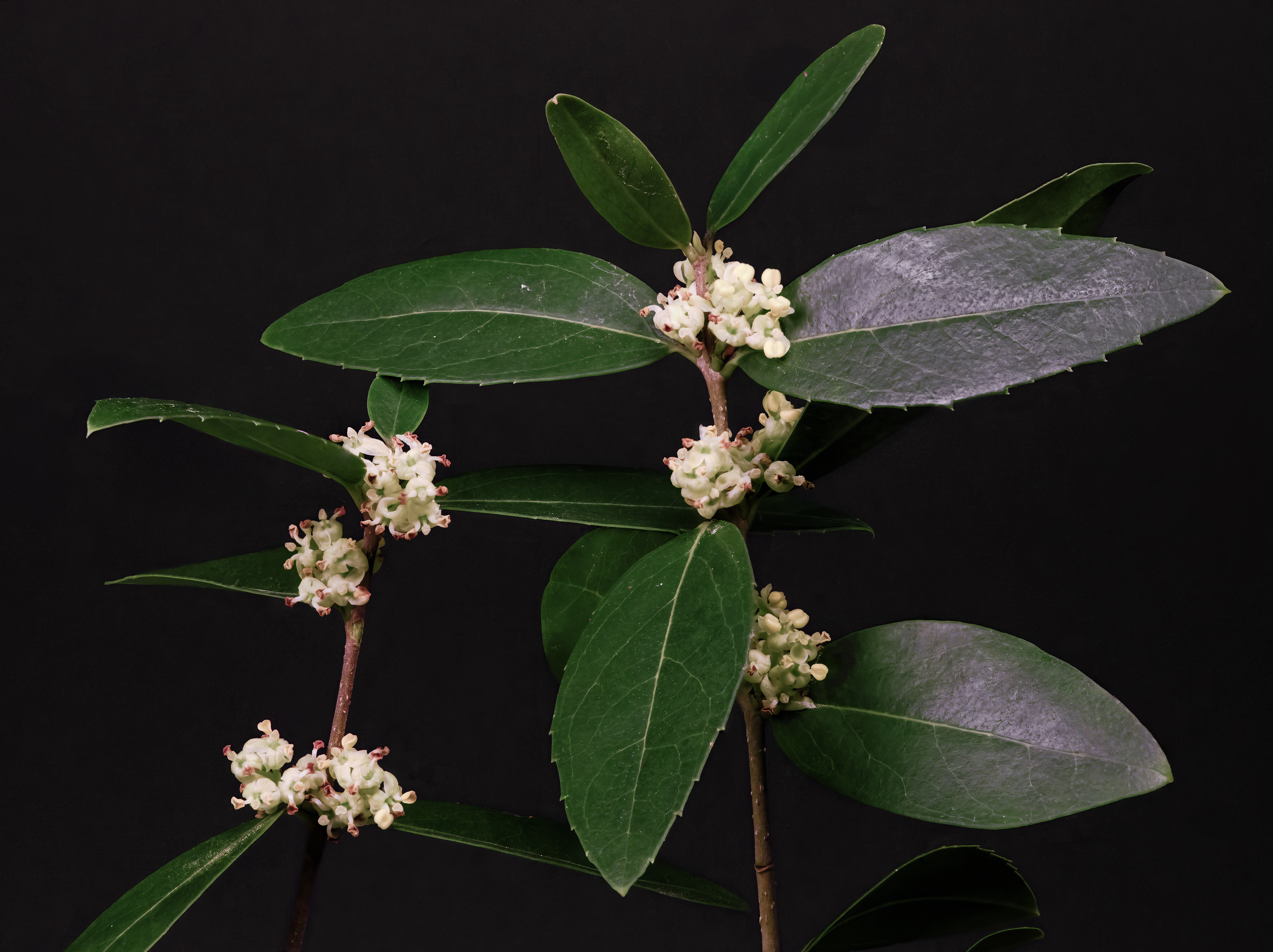
Fleurs et feuilles.
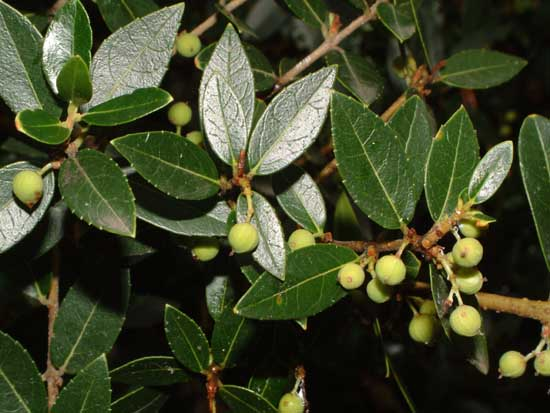
Fruits.

## Habitat et répartition
Cet arbuste a la garrigue pour habitat typique ; il est présent autour du bassin méditerranéen, souvent associé au chêne vert. Plus résistant au froid que l'espèce à feuilles étroites, on le trouve en France dans le Sud-ouest jusqu'au sud de la Vendée et de la Vienne et dans l'est jusqu'au Haut-Bugey, dans l'Ain.

### Utilisation
Il a été introduit dans plusieurs autres régions comme plante d'ornement. Il est cultivé en Suisse où il est considéré comme néophyte.
Le semis est possible dès la récolte, la levée est irrégulière; l'espèce se plaît en sol léger sableux sec, au soleil ou mi-ombre, dans des endroits bien exposés lorsqu'on le cultive en Europe centrale.

## Espèces proches
- Phillyrea angustifolia, le filaire à feuille étroite.
- Confusion possible avec l'Olivier, Olea europaea (feuilles et fruits assez ressemblants)